# ガディガルズ
ガディガルズは映像作家闇鍵でぃーきぃーが原作、脚本、アニメーション制作を手掛けた劇場用アニメ。

## 概要
2022年10月にテアトル新宿とシネ・リーブル池袋で上映された主人公のシルヴィア、フミ、ローリーの3人の少女が様々なヴィランと戦うスーパーヒーローモノのアニメ映画。
カートゥーン調の絵柄で一見可愛らしい内容に見えるが、実際は社会に溶け込めない人々の生き様を描く重い内容となっている。

## 主題歌
「痛人間讃歌」
ニノミヤユイによるオープニングテーマ。作詞はmio（ミオヤマザキ）、作曲はtaka（ミオヤマザキ）、編曲はミオヤマザキ。
「ガディガルズのテーマ」
シルヴィア（二ノ宮ゆい）、ローリー（Machico）、フミちゃん（逢来りん）によるエンディングテーマ。作詞はでぃーきぃー・RYUICHI (OOPARTZ)、作曲・編曲はJUVENILE（OOPARTZ)。